# Les Étoiles
Les Étoiles foi uma dupla brasileira de MPB formada por Rolando Faria e Luiz Antônio na década de 1970, em Barcelona, na Espanha.
Criada em 1974, composta por dois homens negros LGBTQIA+, a dupla performava com visual brilhoso e maquiagem de purpurina, ao estilo disco da época. De grande sucesso na Europa, especialmente na França, Les Étoiles participava frequentemente do programa Made in France, da apresentadora e cantora France Gall, além de ter sido atração de abertura de shows do astro francês do jazz Claude Nougaro.
Apesar de pouco conhecida no Brasil, a dupla é considerada uma das pioneiras da MPB na Europa, além de precursoras para artistas como Liniker e Jup do Bairro.

## Discografia
Álbuns de estúdio
- Meu Coração é um Pandeiro ou… (1976)
- Piratas do Sentimento (1977)
- Les Étoiles – Rolando & Luiz Antonio (1981)
- Sina de Ciganos (1984)

Álbuns ao vivo
- Live (1980)
- Au Forum (1986)